# Operation Heimkehr – Schreiben über die Erfahrung im Krieg
Operation Heimkehr – Schreiben über die Erfahrung im Krieg (Originaltitel Operation Homecoming: Writing the Wartime Experience) ist ein amerikanischer Dokumentarfilm aus dem Jahr 2007 unter der Regie von Richard E. Robbins, der das Leben und die Erfahrungen amerikanischer Kampfsoldaten porträtiert, die in den Kriegen der USA gegen den Irak und Afghanistan beteiligt waren.
Der Film wurde erstmals am 9. Februar 2007 in einem amerikanischen Kino gezeigt. In Deutschland war er erstmals am 4. Juli 2012 im Spartenkanal ZDFkultur zu sehen.

## Produktion
Der Film basiert auf einer Sammlung von schriftlichen Aufzeichnungen von Veteranen, die während des Irak- und Afghanistan-Kriegs gedient haben, kombiniert mit Nachrichtenmaterial und Fotos. Diese Schriften umfassen Tagebücher, Briefe, Gedichte und Essays, die von National Endowment for the Arts gesammelt und zuvor in der Anthologie Operation Homecoming: Iraq, Afghanistan, and the Home Front, in the Words of U.S. Troops and Their Families (deutsch Operation Homecoming: Irak, Afghanistan und die Heimatfront in den Worten von US-Soldaten und ihren Familien) veröffentlicht worden waren. Die Anthologie wurde herausgegeben vom Bestsellerautor Andrew Carroll und zunächst als Hardcover von Random House und später als Taschenbuch mit zusätzlichem Material von University of Chicago Press veröffentlicht.
Der Text wird von Schauspielern Beau Bridges, Robert Duvall, Aaron Eckhart, Chris Gorham, Justin Kirk, John Krasinski, Josh Lucas und Blair Underwood sowie dem Dichter Brian Turner vorgetragen. Der Film besteht auch aus Kommentaren und Interviews mit Literaturautoren wie Tobias Wolff, Tim O’Brien, Anthony Swofford, Paul Fussell and James Salter.

## Veröffentlichung
Der Film wurde am 9. Februar 2007 in einem New Yorker Kino uraufgeführt, wo er eine Woche lang zu sehen war. Insgesamt spielte er dabei 6795 US-Dollar ein. In Deutschland wurde die Dokumentation erstmals am 4. Juli 2012 im deutschen Fernsehen auf ZDFkultur ausgestrahlt.

## Rezeption
Der Dokumentarfilm wurde von Kritikern meist positiv bewertet. Die Kritik-aggregierende Website Rotten Tomatoes gibt wieder, dass der Film eine durchschnittliche Bewertung von 7,6 von 10 Punkten hat, basierend auf 21 Rezensionen, wobei 19 davon ein positives Feedback geben. Owen Gleiberman von Entertainment Weekly empfand den Film als eloquent und bewegend und gab ihm die Bewertung A-. Er fügte hinzu, dass es dem Dokumentarfilm gelänge, den Zuschauer näher an die Emotionen (hauptsächlich Langeweile und Schrecken) der Soldaten, die im Irak und in Afghanistan kämpfen, brächte als vielleicht jede vorherige Untersuchung.
Janice Page vom Boston Globe stimmte auch zu, dass keine andere Arbeit die Zuschauer näher an die Psychologie des Krieges gebracht habe.
Mark Olsen von der Los Angeles Times gab jedoch eine kritischere Bewertung ab und kommentierte, dass der Film den schriftlichen Aufzeichnungen einen eher schlechten Dienst erweise bezüglich eines besseren Verständnisses ihrer emotionalen Bedeutung. Der Film erhielt vom Rezensenten der New York Post, Kyle Smith, eine Bewertung von 2,5/4 Sternen, dessen Kritik lautete, dass der Film sich nicht an den genauen Originaltext hielte, was zu einer Dramatisierung der Texte führe.

## Auszeichnungen
Der Dokumentarfilm wurde bei den 80. Academy Awards für den besten Dokumentarfilm nominiert.
Von der International Documentary Association wurde er nominiert für den Besten Dokumentarfilm des Jahres.
Operation Homecoming erhielt 2007 beim Florida Film Festival den Jury-Spezialpreis für Innovative Documentary Storytelling.
Für diesen Dokumentarfilm wurde Regisseur Richard E. Robbins für den 2007er Preis der Directors Guild of America nominiert.